# わかくす号

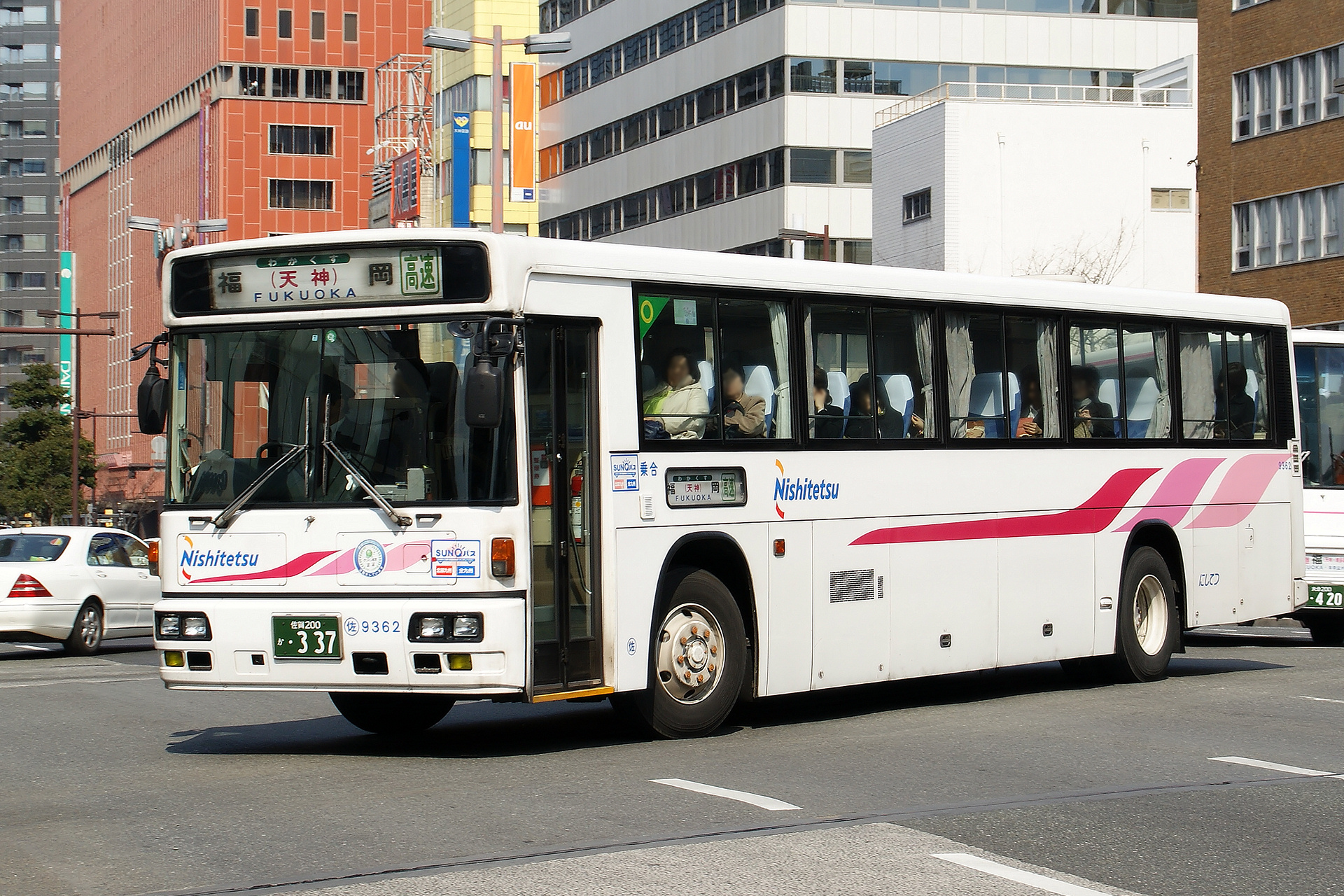
わかくす号（西日本鉄道）

わかくす号（わかくすごう）は、福岡県福岡市と佐賀県佐賀市を結ぶ昼行高速バス路線である。西日本鉄道（西鉄）が運行し、西鉄バス佐賀への管理委託路線となっている。
本記事では、同じく西鉄が運行する、福岡空港と佐賀市を結ぶ高速バス路線および福岡市と佐賀空港を結ぶ高速バス路線についても記述する。

## 概要
福岡都市高速道路・九州自動車道・長崎自動車道を経由し、福岡市と佐賀市を結ぶ高速バス路線である。
「わかくす号」という愛称は、佐賀県の県木・県花であるクスから。ただし、この愛称が用いられるのは西鉄天神高速バスターミナル - 佐賀第二合同庁舎間を結ぶ路線のみで、福岡空港・佐賀空港・鳥栖プレミアムアウトレット発着路線には用いられない。
国土交通省の統計によると、「福岡～佐賀」路線の輸送人員は、平成18年度で874,713人、平成19年度で887,114人である。日割り計算すると2400-2500人/日ということになる。また、九州の高速バスの路線内での輸送人員順位としては上位4位（同18年度）、上位5位（同19年度）に位置する。
かつては当路線のほか「九州号」（九州急行バス）の各停便が佐賀市内の停留所に停車しており、福岡市内～佐賀市内の利用が可能であったが、2002年3月1日のダイヤ改正で佐賀市内に停車しなくなった。
定期券・回数券・往復ペア割引乗車券等を西鉄バス佐賀本社・佐賀駅バスセンターと西鉄天神高速バスターミナル（乗車券のみ）・天神定期券発売所（定期券のみ）の窓口で購入できる。（わかくす号定期券は天神定期券発売所・佐賀駅バスセンターでの発売）

## 運行形態
福岡と佐賀を結ぶ高速バス路線としては、以下の3系統5路線がある。いずれも座席定員制（予約不要）。
各系統の「運行経路・停車停留所」においては、太字は停車停留所を示す。

### わかくす号（福岡天神 - 佐賀）
西鉄天神高速バスターミナル（福岡市中央区）と佐賀第二合同庁舎（佐賀市）を結ぶ。（平日）39.5往復 （土曜、日祝）38.5往復（概ね1時間に2-4本）運行される。佐賀大和IC・国道263号経由。
運行経路
西鉄天神高速バスターミナル - 天神北ランプ - （福岡都市高速環状線・2号太宰府線） - 太宰府IC - （九州自動車道）   - 鳥栖JCT - （長崎自動車道） - 佐賀大和IC - 国道263号 - 佐賀市内
平日朝2本のみ佐賀→福岡でノンストップ便の設定がある（経路は同じ）

### 停車停留所
▼：佐賀行きは乗車のみ、福岡行きは降車のみ
▲：佐賀行きは降車のみ、福岡行きは乗車のみ
〇：双方向ともに乗降可
△：佐賀行きは乗降可、福岡行きは乗車のみ
｜：通過
| 停車停留所                 | わかくす号 | わかくす号    | 停留所所在地 | 停留所所在地     |
| 停車停留所                 | 通常便     | ノンス トップ | 停留所所在地 | 停留所所在地     |
| -------------------------- | ---------- | ------------- | ------------ | ---------------- |
| 西鉄天神高速バスターミナル | ▼          | ▼             | 福岡県       | 福岡市中央区     |
| 高速基山                   | ○          | ○             | 佐賀県       | 三養基郡基山町   |
| 高速鳥栖神辺               | 〇         | ｜            | 佐賀県       | 鳥栖市           |
| 高速中原                   | 〇         | ｜            | 佐賀県       | 三養基郡みやき町 |
| 高速神埼                   | 〇         | ｜            | 佐賀県       | 神埼市           |
| 高速金立                   | △          | △             | 佐賀県       | 佐賀市           |
| 高志館高校前               | ▲          | ▲             | 佐賀県       | 佐賀市           |
| アルタ高木瀬店前           | ▲          | ｜            | 佐賀県       | 佐賀市           |
| 高木瀬公民館前             | ▲          | ｜            | 佐賀県       | 佐賀市           |
| 館橋                       | ▲          | ｜            | 佐賀県       | 佐賀市           |
| SAGAサンライズパーク北     | ▲          | ｜            | 佐賀県       | 佐賀市           |
| SAGAサンライズパーク       | ▲          | ｜            | 佐賀県       | 佐賀市           |
| 商業校門前                 | ▲          | ｜            | 佐賀県       | 佐賀市           |
| 佐賀駅バスセンター         | ▲          | ▲             | 佐賀県       | 佐賀市           |
| 佐賀第二合同庁舎           | ▲          | ▲             | 佐賀県       | 佐賀市           |

### 福岡空港 - 佐賀
福岡空港（福岡市博多区）と佐賀第二合同庁舎（佐賀市）を結ぶ。15.5往復（概ね1-2時間に1-2本）運行される。かつては佐賀側の運行経路・停留所はほとんどが同じで吉野ヶ里歴史公園を経由する便が設定されていたが2025年2月に休止となった。
運行経路
福岡空港 - 半道橋ランプ （国際線経由の佐賀行き）/金の隈ランプ(それ以外）- （福岡都市高速環状線・2号太宰府線） - 太宰府IC - （九州自動車道） （この間「わかくす号」と同じ）- 佐賀第二合同庁舎
- 佐賀市内（一般道区間）の相互利用不可。佐賀市内→高速金立の利用も不可（高速金立から佐賀市内への乗車は可）。

### 停車停留所
▼：佐賀行きは乗車のみ、福岡行きは降車のみ
▲：佐賀行きは降車のみ、福岡行きは乗車のみ
〇：双方向ともに乗降可
△：佐賀行きは乗降可、福岡行きは乗車のみ
‖：非経由
| 停車停留所               | 福岡空港 ～佐賀線         | 福岡空港 ～佐賀線 | 停留所所在地 | 停留所所在地     |
| 停車停留所               | SAGAサンライズパーク 経由 | 吉野ヶ里 経由     | 停留所所在地 | 停留所所在地     |
| ------------------------ | ------------------------- | ----------------- | ------------ | ---------------- |
| 福岡空港                 | ▼                         | ▼                 | 福岡県       | 福岡市博多区     |
| 筑紫野（二日市温泉入口） | ○                         | ○                 | 福岡県       | 筑紫野市         |
| 高速基山                 | ○                         | ○                 | 佐賀県       | 三養基郡基山町   |
| 高速鳥栖神辺             | ○                         | ○                 | 佐賀県       | 鳥栖市           |
| 高速中原                 | ○                         | ○                 | 佐賀県       | 三養基郡みやき町 |
| 東脊振庁舎前             | ‖                         | 〇                | 佐賀県       | 神埼郡吉野ヶ里町 |
| 横田                     | ‖                         | 〇                | 佐賀県       | 神埼郡吉野ヶ里町 |
| 鳥ノ隈南                 | ‖                         | 〇                | 佐賀県       | 神埼郡吉野ヶ里町 |
| 吉野ヶ里歴史公園前       | ‖                         | 〇                | 佐賀県       | 神埼郡吉野ヶ里町 |
| 田手・吉野ヶ里歴史公園南 | ‖                         | 〇                | 佐賀県       | 神埼郡吉野ヶ里町 |
| 神埼駅通り               | ‖                         | 〇                | 佐賀県       | 神埼市           |
| 神埼市役所前             | ‖                         | 〇                | 佐賀県       | 神埼市           |
| 神埼協和町               | ‖                         | 〇                | 佐賀県       | 神埼市           |
| 高速神埼                 | ○                         | ‖                 | 佐賀県       | 神埼市           |
| 高速金立                 | △                         | ‖                 | 佐賀県       | 佐賀市           |
| 高志館高校前             | ▲                         | ‖                 | 佐賀県       | 佐賀市           |
| アルタ高木瀬店前         | ▲                         | ‖                 | 佐賀県       | 佐賀市           |
| 高木瀬公民館前           | ▲                         | ‖                 | 佐賀県       | 佐賀市           |
| 館橋                     | ▲                         | ‖                 | 佐賀県       | 佐賀市           |
| SAGAサンライズパーク北   | ▲                         | ‖                 | 佐賀県       | 佐賀市           |
| SAGAサンライズパーク     | ▲                         | ‖                 | 佐賀県       | 佐賀市           |
| 商業校門前               | ▲                         | ‖                 | 佐賀県       | 佐賀市           |
| 佐賀駅バスセンター       | ▲                         | ▲                 | 佐賀県       | 佐賀市           |
| 佐賀第二合同庁舎         | ▲                         | ▲                 | 佐賀県       | 佐賀市           |

### 福岡 - 佐賀空港
西鉄天神高速バスターミナルと佐賀空港を結ぶ路線。春秋航空の佐賀 - 上海/浦東線・ダイヤ（週3便）に合わせて運行され、佐賀空港発は、飛行機の到着を待って（最大1時間）運行される。2013年9月2日に佐賀 -上海/浦東線を利用する福岡都市圏の事業所や留学生を中心とした在日中国人からの要望に応える形で運行を開始した。
福岡市内の経路が大きく異なる、佐賀側の停車地が佐賀空港のみ、往復乗車券・基山乗り継ぎ乗車券の設定がないなど、他の2系統とは性格が大きく異なる。
2013年12月20日からは佐賀 - 上海線のほかにティーウェイ航空の佐賀 - ソウル/仁川線に接続する便も週3本運行されていたが、2014年9月1日に休止された。
2020年1月から2023年9月5日まで新型コロナウイルス感染症の影響により運休
2023年9月6日から運行再開
運行経路
福岡市内 - 半道橋ランプ - （福岡都市高速2号太宰府線） - 太宰府IC - （九州自動車道）  - 鳥栖JCT - （長崎自動車道） - 佐賀大和IC - （国道263号・堀江通り・貫通道路・本丸通り・佐賀県道49号佐賀空港線） - 佐賀空港
- 佐賀空港行きは途中下車不可、佐賀空港発は途中乗車不可。

### 停車停留所
▼：佐賀行きは乗車のみ、福岡行きは降車のみ
▲：佐賀行きは降車のみ、福岡行きは乗車のみ
| 停車停留所                 | 福岡 ～佐賀空港線 | 停留所所在地 | 停留所所在地   |
| -------------------------- | ----------------- | ------------ | -------------- |
| 西鉄天神高速バスターミナル | ▼                 | 福岡県       | 福岡市中央区   |
| キャナルシティ博多前       | ▼                 | 福岡県       | 福岡市博多区   |
| 博多バスターミナル         | ▼                 | 福岡県       | 福岡市博多区   |
| 高速基山                   | ▼                 | 佐賀県       | 三養基郡基山町 |
| 佐賀空港                   | ▲                 | 佐賀県       | 佐賀市         |

## 車両
- 日野・セレガ (ジェイ・バス)
- 三菱ふそう・エアロエース
- いすゞ・ガーラ (ジェイ・バス)

### 車内設備
- 4列シート、トイレなし
- 博多自動車営業所担当便では、代走でトイレ付車両で運行されることがある。

## 歴史
- 1979年12月23日 - 一部区間を高速道路経由に変更（高速バス路線としての開業日はこの日である）。
- 1998年8月1日 - 運賃改定。福岡・福岡空港～佐賀間の運賃は片道1,150円→1,250円、往復2,050円→2,250円となる。
- 1999年3月28日 - 福岡都市高速道路2号線全通に伴うダイヤ改正。
  - 天神発着便は停車地を西鉄天神高速バスターミナル、筑紫野（二日市温泉入口）、高志館高校前、佐賀駅バスセンター、佐賀第二合同庁舎に統一。
  - 空港発着便の停車地は、吉野ヶ里経由を除き福岡空港、筑紫野（二日市温泉入口）、高速基山、高速鳥栖神辺、高速中原、高速神埼、高志館高校前、佐賀駅バスセンター、佐賀第二合同庁舎に統一。吉野ヶ里経由は空港発着の1往復のみとする。
- 2000年5月3日 - 当路線にて17歳の少年によるバスジャックが発生し（事件の内容については西鉄バスジャック事件を参照されたい。）、各都道府県バス協会、バス事業者によるバスジャック対応マニュアルやテロ対策装備品などの普及の契機となった。
- 2000年7月1日 - 運賃1,000円以上の区間の運賃を一律1,000円に値下げ。福岡～佐賀間の運賃は片道1,250円→1,000円、往復2,250円→1,800円となる。
- 2003年 - 西鉄バス佐賀への管理委託路線となる（運転士が西鉄バス佐賀の社員となる）。
- 2004年3月12日 - 天神発着便の停車地に高速基山、高速中原、高速神埼を追加。
- 2005年9月17日 - 天神発着便の停車地に高速鳥栖神辺を追加。
- 2006年4月1日 - 天神、福岡空港発着便の停車地に高木瀬公民館前と総合体育館前を追加。
- 2008年4月1日 - 福岡空港～佐賀間の運賃1,000円の区間の運賃を1,200円（往復2,150円）に値上げ（「わかくす号」は据え置き）。
- 2008年5月11日 - この日限りで土・日・祝日並びに福岡競艇開催日に行っていた上り天神行きの「那の津口」バス停への臨時停車を終了。
- 2009年4月1日 - ダイヤ改正、土日祝の一部便を佐賀城本丸歴史館まで路線延伸。「わかくす号定期」の運用開始。
- 2009年9月19日～23日 - 高速道路のETC休日割引制度への対抗策として「高速道路1000円対抗割」を実施。この5日間に限り運賃800円以上の全区間の運賃を一律800円に値下げする。
- 2011年7月1日 - 佐賀市内の停車地にアルタ高木瀬店前、館橋、市文化会館前と商業校門前を追加。
- 2012年3月17日 - 佐賀第二合同庁舎～佐賀城本丸歴史館間を廃止。またわかくす号の一部の便で西鉄高速バス・福岡支社による運行となった。
- 2012年12月3日 - 西鉄高速バス・福岡支社の運行分が博多自動車営業所に移管となった。
- 2013年9月2日 - 佐賀空港発着路線を運行開始。
- 2014年4月1日 - 消費税率引き上げに伴う運賃改定。福岡 - 佐賀間片道1,000円→1,030円・往復1,800円→1,850円、福岡空港 - 佐賀間片道1,200円→1,230円・往復2,150円→2,210円、福岡 - 佐賀空港間片道1,600円→1,650円となる。
- 2015年11月1日 - 博多自動車営業所担当便が西鉄バス佐賀へ移管となった。
- 2017年6月 - 西鉄バス佐賀担当便の天神発始発便が博多自動車営業所へ再移管され、1年半ぶりに直営便が復活した。
- 2020年1月14日-ダイヤ改正予定で平日のみ3往復6便ノンストップ系統を新設。
- 停車停留所は西鉄天神高速バスターミナル・高速基山・高速金立・高志館高校前・佐賀駅バスセンター・佐賀第二合同庁舎のみ停車予定で佐賀発は朝3便・福岡発は夕方3便運行される。
- 2020年10月1日-ダイヤ改正。ノンストップ系統の本数が佐賀発朝2本に減便される。（福岡発廃止）
- 2022年2月28日-この日をもって福岡天神きっぷ（14枚綴り・10,480円)/福岡空港～佐賀線4枚回数券(3,990円)が発売終了。（すでに購入した分は有効期間内は使用可能）また回数券の車内販売が終了[6]。
- 2022年3月1日-運賃改定実施。福岡 - 佐賀間片道1,050円→1,100円・往復1,880円→2,000円(アプリ)2,100円(紙券)、福岡空港 - 佐賀間片道1,260円→1,300円・往復2,250円→2,400円(アプリ)2,500円(紙券)となる[7][8]。
- 2024年11月4日-ダイヤ改正。平日佐賀発が4本、福岡発が2本　土休日佐賀発が1本福岡発が3本減便となる